# Японски собол
Японският самур (Martes melampus) е вид бозайник от семейство Порови (Mustelidae).

## Разпространение и местообитание
Разпространен е в Япония.